# バトル警視
バトル警視（バトルけいし、Superintendent Battle）は、イギリスの推理作家アガサ・クリスティの作品に登場する、架空の警察官である。
ロンドン警視庁所属。大柄の体格と彫りが深く無表情な顔がトレードマーク。主に政治に関係する重要問題を担当する。スリラー系統の作品に登場することが多い。
クリスティのシリーズ物の探偵（エルキュール・ポアロ、ミス・マープル等）の中では知名度は劣るが､鋭い直感を重視し、目で見たことは確信を得るまで、信じきらないという点で他の探偵と大きく異なる。また、ポアロいわく「見え透いた罠をかけるものだから、相手もみかけだおしと思ってしまう。だから、罠にかかる。」といわせることから、こういった種類の罠をかけるのを得意とする。あまり活発な方ではない。

## 家族・親族
子供が5人いる。妻のメリイと末娘のシルヴィア、甥のジェイムズ・リーチ警部が『ゼロ時間へ』（Towards Zero）に登場する。

## 部下
『忘られぬ死』（Sparkling Cyanide）に登場するケンプ主任警部は、かなりの間バトル警視の下で働いていたと紹介されている。レイス大佐からは、1本の木を彫りこんで作り上げたような感じがバトルを思わせるところがあり、バトルはチークか樫のような材質を思わせ、ケンプはもっと派手なマホガニーとか上質の紫檀の古木を思わせる、と評されている。

## 登場作品
- 1925年 『チムニーズ館の秘密』（The Secret of Chimneys）
- 1929年 『七つの時計』（The Seven Dials Mystery）
- 1936年 『ひらいたトランプ』（Cards on the Table）ポアロと競演した。
- 1939年 『殺人は容易だ』（英題 Murder is Easy / 米題 Easy to Kill）チョイ役としての登場。
- 1944年 『ゼロ時間へ』（Towards Zero）ポアロについて言及。